# 戴爾島
戴爾島是南非的島嶼，位於大西洋南部海域，由西開普省負責管轄，長1公里、寬0.2公里，面積0.2平方公里，該島鄰近海域有大白鯊和鯨魚出沒，島上無人居住。